# Tomás Rebord
Tomás Rebord (Almagro, 6 de julio de 1993) es un abogado, conductor radial, streamer y  escritor argentino.

## Biografía
Nacido en el barrio porteño de Almagro, Tomás Rebord fue criado por sus padres Alejandro y Paola junto a una hermana llamada Trinidad. Durante su adolescencia asistió a un colegio privado. En su juventud tuvo acercamientos a la política, pero su militancia comenzó en La Mella, un espacio peronista progresista fundado por Itai Hagman en 2006. Posteriormente formó parte de espacios de militancia estudiantil cercanos a Nuevo Encuentro como Derecho para la Victoria, agrupación en la que fue candidato al centro de estudiantes.
Fue el primero de su familia en entrar a la Universidad. Su madre se crio en un barrio carenciado y su abuelo vivíó en la calle hasta que ingresó a trabajar en el Correo Argentino durante un gobierno peronista. Es por eso que Rebord se considera "literalmente un producto de la movilidad social ascendente". Al final sus estudios secundarios, lo sedujo la idea de ingresar a la carrera de Ciencia Política pero, ante las reticencias familiares, optó por inscribirse en la carrera de abogacía en la Facultad de Derecho de la Universidad de Buenos Aires, en la cual se graduó en 2018.
Durante sus últimos años de carrera y luego de graduarse, formó parte de un estudio jurídico especializado en amparos de salud. En paralelo, comenzó a subir videos de humor político que tuvieron buena recepción en Instagram.
Desde junio de 2019 está en pareja con la socióloga Agustina "Sugus" Leunda, que fue su productora en su ciclo de Radio Nacional Argentina y el ciclo de entrevistas El Método Rebord. De esta relación el 25 de julio de 2024 nació su primer hijo, Atila Rebord.

## Trayectoria Profesional

### Radio y Streaming

#### Arroban pero hacen (2018-2019)
En 2018 Agnes Simón, entonces conocida como artísticamente Femigansta, una abogada, influencer, artista y activista que había sido compañera de Rebord en su paso por la facultad, lo convoca para participar de un programa de actualidad política y humor en Radio Colmena llamado Arroban pero hacen. El programa comenzó en agosto de 2018 y sus conductores eran Rebord, Simón, la locutora Elisa Sánchez y el periodista Cristian Cimminelli.
En 2019, Femigansta decidió dedicarse a su carrera musical y abandonó el ciclo Arroban pero hacen, que no continuó.

#### Caricias Significativas (2019-2022)
El 13 de septiembre de 2019, Rebord y Cristian Cimminelli, lanzaron un proyecto en conjunto: Caricias Significativas. Este ciclo se transmitió en El Destape podcast y fue producido por Juan Ruffo. El nombre aludía a un escándalo previo a las elecciones presidenciales en Argentina, cuando en la campaña digital del expresidente Mauricio Macri, en Twitter, se evidencio el uso de bots que realizaban publicaciones a favor del mandatario; uno de ellos comenzó a fallar, antes de entrar en la veda electoral, publicando frases como "Satisface a Mauricio",  "gran apretón proveniente de Hurlingham" y "caricia significativa".
En 2020, la segunda temporada de Caricias Significativas, incorporó a la locutora Elisa Sánchez, que ya había estado junto a Rebord y Cimminelli en Arroban pero hacen.
Durante el ciclo Caricias Significativas Rebord cobró mayor relevancia en redes sociales y medios. El programa inicialmente tenía como temática el humor político, pero rápidamente se abrió hacia otros temas, muchos de ellos absurdos. A lo largo de sus temporadas comenzaron a incorporar formatos experimentales y secciones especiales que paulatinamente colaboraron en la consolidación de una comunidad de seguidores, que se autodefinían como "gente" y que posteriormente se adaptó a los nuevos proyectos de los conductores.
En este ciclo Rebord inauguró un segmento de divulgación de historia argentina al que llamó "Storybord" (un juego de palabras con Storyboard) que luego se continuaría en otros de sus programas como Hay algo ahí. 
En 2022, Rebord, Sánchez, Cimminelli y Ruffo anunciaron el final del programa y una fiesta de despedida.

#### El Método Rebord (2021-2023)
En 2021, Rebord comenzó un ciclo de entrevistas que llamó El Método Rebord, producido por Grupo Criolla para el portal de noticias Corta y transmitido por Twitch y YouTube. El ciclo abarcó 69 encuentros, con personalidades tan diversas como youtubers, productores, periodistas, políticos, y el presidente de la Nación argentina en aquel entonces, Alberto Fernández. En El Método, el entrevistador conducía al entrevistado a que "exprese lo que considera su 'sentido común' en relación a la realidad", recuperando la noción del individuo en entrevistas de larga duración.
El formato invita a sus entrevistados a narrar sus propias historias con pocas interrupciones, permitiendo una "autonarración" del invitado. Este estilo se aleja del periodismo tradicional ya que no busca confrontar o descubrir verdades ocultas, y se centra en ofrecer una plataforma para que los entrevistados expresen sus perspectivas personales.
Tanto la propuesta como el formato fueron bien recibidos por el público y la crítica.
En agosto de 2022 se produjo una controversia entre el periodista Alejandro Bercovich y Rebord centrada en la calidad y profundidad del periodismo en formatos digitales. La disputa se originó tras una entrevista que Rebord realizó a Fernando Vaca Narvaja en El Método. Durante la conversación, Vaca Narvaja calificó la Contraofensiva Montonera como "un éxito", afirmación que no fue cuestionada por Rebord. Bercovich criticó esta falta de repreguntas, argumentando que "hacía falta un periodista formado para escuchar esta respuesta y repreguntar con el conocimiento que la crítica le otorga a alguien que se pone frente a un micrófono".
Rebord respondió a las críticas mediante un hilo en Twitter, donde enfatizó que su programa no se trata un producto periodístico tradicional, sino "un encuentro de almas, una búsqueda espiritual para liberar la Verdad intrínseca en cada humano". Además, afirmó que, como abogado, rinde pleitesía a la historia y no se considera periodista.

#### MAGA (2021-2023)
Del mismo modo en 2021, Rebord inició un ciclo semanal llamado MAGA (Make Argentina Great Again, una ironía a partir de la frase de Donald Trump) emitido por Twitch y YouTube y producido por Nacional Rock. En este ciclo, Rebord se refería a la audiencia como "contribuyentes" y no como "oyentes" que podían participar en las temáticas que se abordarían en cada emisión. Además, instrumentó un dispositivo de financiación directa llamado sistema HAGOV (Hagamos a la Argentina Grande Otra Vez).
De este sistema se deriva el término con el que se autodenominan los seguidores de Rebord, los hagoveros.

El hagovero era una joda y quedó. Rebord en un MAGA, dijo que había que crear los HAGOVs con sus subsedes provinciales en los distintos territorios del país. Uno podría estar tentando de tomarlo como una tribu social, un grupo de pertenencia. (...) Ser hagovero quiere decir que querés que Argentina sea grande otra vez, desde donde estés. Desde el peronismo o el anti-peronismo, desde los videojuegos o desde la ingeniería nuclear. El que se autopercibe hagovero de alguna manera sí es más intenso porque está más metido en el campo, es el lore (entendido como cuerpo de tradiciones y conocimiento de un tema o perteneciente a un grupo concreto, típicamente transmitido de persona a persona a través de la palabra hablada) de Rebord podríamos decir.
Fragmento de "El método generacional", Andrés Mainardi, Revista Rea

El sentido de ser "hagovero" fue conformando una comunidad virtual especialmente en Twitter, donde abundan los usuarios que utilizan "Hagov" como prefijo o "bord" como sufijo de una cuenta que en general tiene conocimientos o se dedica a una temática específica. Si bien estos usuarios no tienen relación directa con el conductor y no existe una curación de contenidos, Rebord los llamó los “buscadores de la verdad” que lo ayudan a “detectar eventos metafísicos de la argentinidad donde vibra lo MAGA”.
De todas las producciones de Rebord, MAGA es la que apunta a un segmento de audiencia más específico, por la jerga, estilo y temáticas que atravesaban el ciclo. En 2023, fue incluido entre los Personajes del Año de la Revista Gente.

#### Fútbord (2022)
Con anterioridad y durante la Copa Mundial de Fútbol de 2022 Rebord llevó a cabo un ciclo especial con el formato de MAGA denominado Fútbord. Se transmitió por Twitch, anunciando que no habría recortes ni grabaciones para ver en diferido, lo que destacaba el carácter especial de los programas.
El conductor conceptualizó el "fútbord" (un juego de palabras entre fútbol y su apellido) como "la ciencia dedicada a todo aquello metafubolístico que acaece en el fútbol"..  No se trató de un programa deportivo, sino que teorizaba sobre la función social del mundial y el progreso de la Selección Argentina hasta su coronación como campeón mundial, desde una perspectiva filosófica, mística, sociológica y política.

#### Hay Algo Ahí (2024-actualidad)
En febrero de 2024, comenzó un nuevo ciclo llamado Hay Algo Ahí, coconducido con Juan Ruffo y emitido por Blender, propiedad de Cale Group, en Youtube y Twitch. En julio de ese año, incorporó al programa un formato similar al de El Método, con entrevistas a Elisa Carrió, Ernesto Cherquis Bialo, Miguel Ángel Pichetto y Daniel Vila.
El programa cuenta con una columna semanal sobre política argentina a cargo del periodista Iván Schargrodsky intitulada "La hora africana", nombre que hace referencia al apodo que Rebord acuñó en la entrevista que le realizara al periodista en el ciclo El método en 2021
. Esta humorada fue considerada una "burla de la cultura africana con premeditación y alevosía" por referentes de la diáspora africana en Argentina.

#### Giras en teatros
Entre 2022 y 2023 realizó giras teatrales en solitario (con el espectáculo Rebord dice cosas) o acompañado, por el reconocido historiador y divulgador Felipe Pigna, (con el espectáculo Felipe Pigna y Tomás Rebord hacen Historia) en un conversatorio sobre la historia argentina.

## Obras

### Libros

#### Comentarios al Náucrato (2024)
A fines de marzo de 2024, Rebord lanzó su primer libro Comentarios al Náucrato, una novela publicada por la editorial Planeta y presentada en la Feria Internacional del Libro. En dicho libro, narra la historia de un periodista que va detrás de un texto sagrado contemporáneo y su encuentro con una comunidad de seguidores de su presunto autor, el Cabrakan. La obra recibió una buena recepción del público y llegó a ser uno de los libros más vendidos de Argentina. A principios de julio de ese año se anunció la cuarta edición y en octubre se presentó en la Feria Internacional del Libro de Montevideo.

#### Doctrina espritual hagovera (2024)
En julio de 2024, un grupo de seguidores editó de forma independiente el libro Doctrina espiritual hagovera, que recupera fragmentos de MAGA y que cuenta con un prólogo de Tomás Rebord.

### Filmografía
- Cosmos 181 (2023-2014), miniserie de Tv, reparto y guion.[40]
- Teo, cazador intergaláctico (2004), película animada, voz.[41]

## Premios recibidos
En 2021 ganó el premio ETER de la Escuela Terciaria de Estudios Radiofónicos al mejor producto. En el mismo año fue nominado al Premio Martín Fierro Digital por Caricias Significativas, bajo la categoría mejor conducción radio nativa digital. Obtuvo el premio Martin Fierro Digital por la categoría mejor contenido de opinión durante dos años consecutivos, en 2023 y 2024.
| Año  | Premio                       | Categoría                               | Nominado por            | Resultado | Ref    |
| ---- | ---------------------------- | --------------------------------------- | ----------------------- | --------- | ------ |
| 2021 | Premio ETER                  | «Mejor producto»                        | Él mismo                | Ganador   | [ 3 ]  |
| 2021 | Premio Martin Fierro Digital | «Mejor conducción radio nativa digital» | Caricias Significativas | Nominado  | [ 42 ] |
| 2023 | Premio Martin Fierro Digital | «Mejor contenido de opinión»            | Él mismo                | Ganador   | [ 43 ] |
| 2024 | Premio Martín Fierro Digital | «Mejor contenido de opinión»            | Él mismo                | Ganador   | [ 45 ] |
| 2024 | Premio Martín Fierro Digital | «Mejor entrevistador digital»           | Él mismo                | Nominado  | [ 46 ] |